# Upplands runinskrifter Fv1971;213B
Upplands runinskrifter Fv1971;213B är en vikingatida ristad gravsten eller gavelhäll till en gravkista av rödaktig granit som hittades 1969 vid Hammarby kyrka, Hammarby socken och Upplands Väsby kommun. Ristningen har inga runor utan är rent ornamental med endast ett kors. Stenen är 80 centimeter lång, 40-50 centimeter bred och 20 centimeter tjock. Den förvaras nu i Hammarby kyrkas gravkapell.